# Klaus Müller (Wirtschaftswissenschaftler)

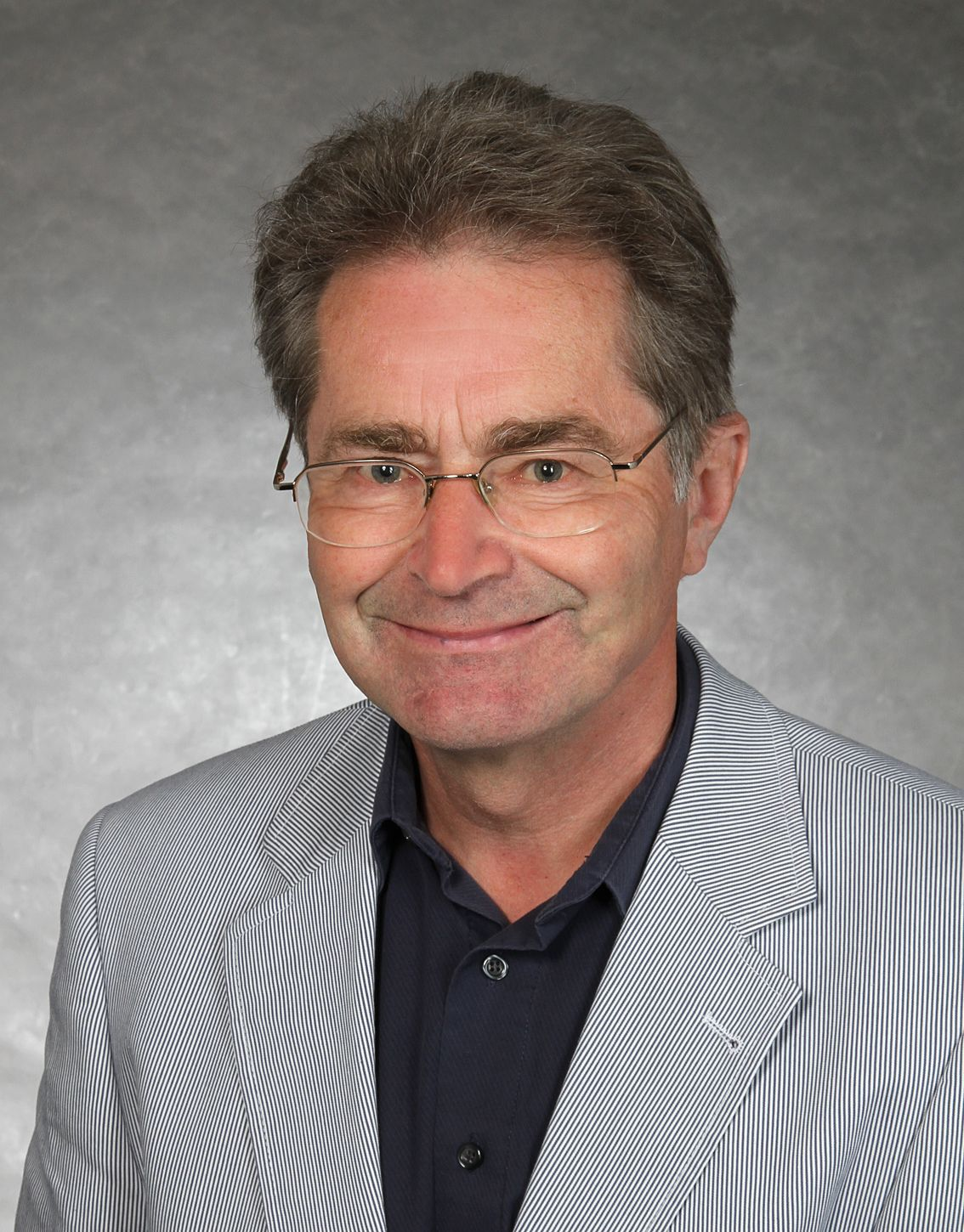
Klaus Müller (2010)

Klaus Müller (* 10. August 1944 in Ursprung) ist ein deutscher Wirtschaftswissenschaftler.

## Werdegang
Müller legte 1963 an der Erweiterten Oberschule in Stollberg/Erzgeb. das Abitur ab. Nach dem Studium der Finanzökonomik und Außenwirtschaft wurde er 1973 an der Hochschule für Ökonomie Berlin über die Ökonomische Bewertung von Varianten der langfristigen Entwicklung am Beispiel der Energiewirtschaft promoviert und habilitierte 1978 über Theorien der Einkommensverteilung an der Martin-Luther-Universität Halle-Wittenberg. Von 1972 bis 1991 lehrte Müller an der Sektion Wirtschaftswissenschaften der Technischen Hochschule Karl-Marx-Stadt, ab 1984 als Professor für Politische Ökonomie. Ab 1991 war er freiberuflicher Dozent für Betriebs- und Volkswirtschaftslehre, von 1997 bis 2016 externer Lehrbeauftragter für externes und internes Rechnungswesen an der TU Chemnitz. Er leitete von 2000 bis 2009 den Studiengang „Mittelständische Wirtschaft“ an der Staatlichen Studienakademie Glauchau. Seit 2009 ist er dort externer Lehrbeauftragter für Volkswirtschaftslehre.
Es erschienen von ihm etwa 400 Aufsätze in Zeitschriften und Zeitungen(u. a. in Wirtschaftswissenschaft, IPW-Berichte, die Technik, Fertigungstechnik und Betrieb, Die Weltbühne, Das Argument, Z. Zeitschrift Marxistische Erneuerung, WISU – Das Wirtschaftsstudium, Marxistische Blätter, Wirtschaftsdienst, Berliner Debatte Initial, Sozialismus), in den Tageszeitungen Neues Deutschland und junge Welt, der Wochenzeitung Jungle World, Das Blättchen und Ossietzky.

## Forschungsschwerpunkte und Positionen
Müllers bevorzugte Forschungsthemen sind, wie aus seinen Veröffentlichungen zu erkennen ist, die Theorien, Geschichte und Politik des Geldes, der Einkommensverteilung und Beschäftigung sowie die Geschichte ökonomischer Lehrmeinungen. Er und Stephan Krüger sind nach Meinung von Holger Wendt „die beiden führenden marxistischen Geldtheoretiker“ im deutschsprachigen Raum. Müller hält die Bedeutung der wert- und geldtheoretischen Darlegungen von Karl Marx für die Politische Ökonomie, schreibt Dogan Michael Ulusoy, „vergleichbar mit den Newtonschen Gesetzen für die Physik und dem Mendelejewschen Periodensystem für die Chemie.“
Müller gehört zu den Ökonomen, die an der währungspolitischen Bedeutung des Goldes festhalten, obwohl das Gold aus der Zirkulation verdrängt wurde und die goldgedeckten Banknoten aus der Zirkulation verschwunden sind. "Dabei vermeidet er zwei komplementäre Fehler, derer sich andere marxistische Autoren regelmäßig schuldig machen", schreibt Holger Wendt: "Weder sieht er Marx` Darstellung der Entwicklung der Geldware Gold als das letzte Wort der ökonomischen Wissenschaften an, noch betrachtet er das 'Kapital' als in diesem Punkt durch Papier-, Buch- und Digitalgeld überholt." Vielmehr zeige der logisch-historische Zusammenhang von Geldware und Geldzeichen, "dass Geldstellvertreter Abkömmlinge und nicht Konkurrenten der Geldware sind. Von diesem Standpunkt aus gelingt es ihm, Marx` Ansatz der Gelderklärung weiterzuentwickeln, ihn bruchlos auf die Höhe der modernsten Erscheinungen der Geldmärkte zu bringen."
Beim Zentralbankgeld handele es sich nach Müller um Papiergeld mit Annahmezwang. Papiergeld, d. h. inkonvertible Noten sind Forderungen nur der buchhalterischen Erscheinung nach. Es gebe kein Forderungsobjekt wie beim Kreditgeld. Kreditgeld sei Zahlungsanspruch. Dem widerspricht Georg Quaas: Zentralbanknoten seien „echte Forderungen an die Zentralbank mit einem im Kreditvertrag definierten Forderungsobjekt – die hinterlegten Sicherheiten.“
Müller setzt „einen Kontrapunkt gegen verbreitete Erklärungen der Inflation“, die »naturgesetzliche« Zusammenhänge zwischen Angebot, Nachfrage und Preisen sowie zwischen Löhnen und Preisen - die  Lohn-Preisspirale - erdenken und so die „Verursacher des Preisanstiegs freisprechen.“ Müller hält „die autonome Preissetzung der Monopole und Oligopole“ für den wichtigsten Inflationsgrund. Die Profit-Preis-Spirale erweise sich als „tief im System verankerte Ursache des Preisanstiegs.“ Nach Müller sei, schreibt Dieter Janke, der globale, inflationäre Preisauftrieb in den Jahren 2022/23 ausgelöst worden „durch die großen Ölgesellschaften und Gaslieferanten, die die mit dem Ukraine-Krieg… verbundenen Probleme mit Blick auf ihre Profit- und Renditeziele mit ihrer Preissetzungsmacht“ ausnutzten. Müller sagt, so Malte Kornfeld, dass „bei gegebenen Preisen, sonstigen Kosten und gegebener Produktivität die Profite im Ausmaß der Lohnsteigerung zwingend zurückgehen müssen. Unternehmen wollen dies verhindern und setzen den Preis hoch. Was als lohnbedingte Preissteigerung hingestellt wird, ist der Versuch, eine Korrektur der Verteilung der Einkommen zugunsten der Lohnempfänger zu verhindern“, und verweist auf den Zeitaspekt: „Preissteigerungen sind in aller Regel Lohnerhöhungen zeitlich vorgelagert. Während Unternehmen das ganze Jahr über Preise erhöhen…, müssen Lohnzuwächse von den Tarifparteien erst ausgehandelt werden. Das geschieht maximal einmal im Jahr.“ Hansjörg Tuguntke hebt Müllers Standpunkt hervor, „dass die Preise nicht steigen, weil die Kosten gestiegen sind, sondern die Kosten steigen, weil man erwartet, dass die Preise steigen und weil die Anbieter hohe Profite kalkulieren.“ Müller betone, so Dieter Janke und Holger Wendt, dass die Inflation „kein rein monetäres, sondern auch ein soziales Phänomen ist. Sie entzieht den Lohnabhängigen, Rentnern, Arbeitslosen und Sozialhilfeempfängern Einkommen und preissetzende Unternehmen und der Staat profitieren.“
„Für Galbraith wie für Müller ist die Zentralbank Element einer komplexen wirtschaftlichen Ganzheit, deren Gesetzen und Zwängen sie sich nicht entziehen kann, an die sie sich im Gegenteil anpasst, auf die sie reagiert. Zentralbankpolitik sei zwar nicht wirkungslos, aber keineswegs so souverän, wie oft behauptet, und ihre Wirksamkeit sei unsicher.“
Frank Rehberg verweist auf die rentenpolitischen Vorstellungen Müllers, der dagegen ist, die Lebensarbeitszeit zu verlängern, die Rentenbezugsdauer zu kürzen und das Rentenniveau zu senken. Die Finanzierung der Rente hinge nicht ab von der Relation zwischen Beitragszahlern und Rentenempfängern, sondern davon, wie sich das Verhältnis des verteilbaren Reichtums der Gesellschaft zur Zahl ihrer Mitglieder ändert. Diese Relation – das Volkseinkommen pro Einwohner – steige. Das steigende Volkseinkommen müsse gerechter verteilt werden.
Müller, „der sich selbst zu den eher »traditionellen« oder auch »authentischen« marxistischen Politökonomen zählt“, diskutiert weitere Probleme, die die Marxsche Politische Ökonomie des Kapitalismus bereithält. So widerspricht er Nobuo Okishio und Michael Heinrich, die versuchen, das Gesetz des tendenziellen Falls der Profitrate zu widerlegen. Sie sagen, die Profitrate müsste steigen, werde das Kostenkriterium der Investition eingehalten, also nur akkumuliert, wenn die Kapitalkosten weniger stark steigen als die Lohnkosten sinken. „Müller hält das Heinrichsche Argument für ein Missverständnis... und rechnet vor, wie sich Heinrichs kurzfristige (Kostpreis-)Profitratensteigerung ... in ein Sinken der (Kapitalvorschuss-)Profitrate verwandelt.“ Lucas Zeise hebt hervor, dass Müller den Einwand der britischen Wirtschaftswissenschaftlerin Joan Robinson und anderer für unbegründet hält, bereits aufgrund der Wertsenkung je Einheit des konstanten Kapitals müsse die Wertzusammensetzung des Kapitals nicht zwingend steigen und die Profitrate fallen. Da durch den Produktivitätsanstieg auch der Wert des variablen Kapitals sinke, argumentiert Müller, sei das Gesetz des tendenziellen Falls der Profitrate logisch und konsistent, solange von einem Anstieg der technischen Zusammensetzung des Kapitals ausgegangen werden kann. Es sei denn, der Wert je Einheit des konstanten Kapitals falle um so viel stärker als der Wert je Einheit des variablen Kapitals, dass der Einfluss der steigenden technischen Zusammensetzung auf die Wertzusammensetzung des Kapitals aufgehoben wird. Derartige Produktivitätsunterschiede bei der Produktionsmittel- und Konsumtionsmittelerzeugung seien nicht plausibel, sagt Müller. Selbst bei Beachtung des den Wert des variablen Kapitals steigernden historisch-moralischen Elements sei eine gravierende Divergenz der Produktivitäts- und Wertentwicklung zwischen konstantem und variablem Kapital höchst unwahrscheinlich. Lucas Zeise stimmt dem zu, wendet aber ein, dass zwar das überproportionale Sinken des Werts der Produktionsmittel nicht nachgewiesen werden konnte, man könne dies über die Zyklen hinweg aber nicht ausschließen. „Eine schlüssige Begründung für eine solche Behauptung wäre aber notwendig, wenn man am Gesetz festhalten will.“
Für Müller ist die Wertformanalyse kein logisches Konstrukt ohne praktische Bedeutung, sondern gibt die Geldwerdung aus dem Tausch dem Grunde nach auch empirisch korrekt wieder. Die Wertformen stellten zugleich Praxisformen dar, mit denen Marx den geschichtlichen Prozess der Entstehung des Geldes logisch erklärt. Er stimmt Wolfgang Fritz Haug zu, der sagt, habe „man einmal die Wertform als Praxisform … begriffen, wird ihre dialektische Entfaltung hin zur Geldform im ‚Witz der Widersprüchlichkeiten‘ (Brecht) … nachvollziehbar.“ Jürgen Leibiger schreibt, Müllers Arbeit sei „keine bloße Rekapitulation von Marx' Geldtheorie, sondern geht darüber hinaus. Sie bietet hinsichtlich der historisch-empirischen Abstützung der Wertformanalyse neues und erstmalig präsentiertes Material.“ Die Wertformanalyse liefere eine genetische Bestimmung des Geldbegriffs. Sie zeige, wie das Wesen des Geldes aus dessen Herkunft, seiner Entstehung erkannt werden könnte. Die einfache und die totale Wertform würden den Zeitraum des Jungpaläolithikums (40 000 bis 10 000 Jahre v. u. Z.) umfassen. Danach folge die dritte Stufe, die allgemeine Wertform. Sie „erstreckt sich über den Zeitraum von 10 000 bis 2 500 Jahre v.u.Z.“ und werde von der Geldform als vierte Wertform abgelöst. Müllers „Darstellung der historischen Entwicklung des Geldes und seiner Vorstufen mit vielen konkreten Beispielen aus mehreren Jahrtausenden und vier Erdteilen ist in diesem Umfang einmalig.“ (Klaus Steinitz) Ihr Vorzug bestehe, schreibt Leibiger, darin, dass Müller die Geld- und Münzgeschichte „auf der Grundlage einer zwar sehr komplexen, aber eben auch einheitlichen, in sich widerspruchsfreien und weitgehend gesicherten Geldtheorie behandelt.“

## Bücher
- Irrwege der Verteilungstheorie. Verlag Die Wirtschaft, Berlin 1980.
- Das profitable Elend. Verlag Die Wirtschaft, Berlin 1982 und Nakladatel’stvo Pravda, Bratislava 1985 (slowakisch).
- Wo das Geld die Welt regiert. Verlag Die Wirtschaft, Berlin 1985 und Verlag Marxistische Blätter, Frankfurt am Main 1986.
- Ökonomische Relativitätstheorie und „Neoklassische Synthese“. Schriftenreihe der Technischen Universität Karl-Marx-Stadt, Heft 3/1988, mit Eugeniusz Kwiatkowski.
- Das Geld im gegenwärtigen Kapitalismus. (mit Hannelore Riedel, Paul Danek, Hans Wagner u. a.; hrsg. von Dieter Klein, Peter Hofmann und Hannelore Riedel).  Dietz-Verlag, Berlin 1989, ISBN 3-320-01378-5.
- Neomonetarismus. Kritische Untersuchungen einer konservativen staatsmonopolistischen Wirtschaftslehre. (mit Manfred Braun und Günter Krause).  Akademie Verlag, Berlin 1989, ISBN 3-05-000281-6, Neuauflage De Gruyter-Verlag, Berlin/Boston 2022, ISBN 978-3-11-254021-3.
- Börsenroulette. Verlag Die Wirtschaft, Berlin 1990, ISBN 3-349-00854-2.
- Buchführung. Lehr- und Übungsbuch. GUC-Verlag Chemnitz 1999, 5., durchgesehene Auflage, Chemnitz 2009, ISBN 978-3-934235-83-0.
- Mikroökonomie. Eine praxisnahe, kritische und theoriengeschichtlich fundierte Einführung. GUC-Verlag Chemnitz 2000, 8., aktualisierte und verbesserte Auflage, Chemnitz 2020, ISBN 978-3-86367-061-0.
- Geld. Von den Anfängen bis heute. Ahriman-Verlag, Freiburg 2015, ISBN 978-3-89484-827-9.
- Profit. PapyRossa-Verlag, Köln 2016, ISBN 978-3-89438-606-1.
- Boom und Krise. PapyRossa-Verlag, Köln 2017, ISBN 978-3-89438-640-5.
- Lohnarbeit und Arbeitslohn. PapyRossa-Verlag, Köln 2018, ISBN 978-3-89438-667-2.
- Auf Abwegen. Von der Kunst der Ökonomen, sich selbst zu täuschen. PapyRossa-Verlag, Köln 2019, ISBN 978-3-89438-714-3.
- Kontroversen über den Arbeitswert. Eine polit-ökonomische Debatte, mit Georg Quaas, WeltTrends-Verlag Potsdam 2020, ISBN 978-3-947802-48-7.
- Monopole, PapyRossa-Verlag, Köln 2020, ISBN 978-3-89438-731-0.
- Das Geld im 21. Jahrhundert. Die Aktualität der Marxschen Wert- und Geldtheorie. (mit Stephan Krüger), PapyRossa-Verlag, Köln 2020, ISBN 978-3-89438-743-3.
- Die Rente, PapyRossa-Verlag, Köln 2021, ISBN 978-3-89438-760-0.
- Arbeitslosigkeit, PapyRossa-Verlag, Köln 2021, ISBN 978-3-89438-766-2.
- Das Geld, PapyRossa-Verlag, Köln 2022, ISBN 978-3-89438-784-6.
- Inflation,  PapyRossa-Verlag, Köln 2023, ISBN 978-3-89438-806-5.
- Geldpolitische Illusionen. Zentralbanken und die Inflation,  isw-Report Nr. 132, München 2023, ISSN 1614-9289 (Broschüre)
- Der Dialog. Ein Gespräch über Sinn und Unsinn der politischen Ökonomie, mit Knut Hüller, Mangroven-Verlag, Kassel 2023, ISBN 978-3-946946-35-9.
- Ausbeutung, PapyRossa-Verlag, Köln 2024, ISBN 978-3-89438-839-3.
- Steile Pfade, lichte Höhen – die Mühen der Erkenntnis. Marxistische Wirtschaftstheorie im 21. Jahrhundert, Mangroven-Verlag, Kassel 2024, ISBN 978-3-946946-40-3.

## Buchbeiträge
- Adam Smith im Lichte des Scheingefechts zwischen neoliberaler Marktwirtschaftsideologie und sozialdemokratischer Reformpolitik, in: Peter Thal (Hrsg.), 200 Jahre Adam Smith‘ „Reichtum der Nationen“, Berlin 1976, S. 192–197.
- Kapitalzuflüsse in den ostdeutschen Wirtschaftsraum – Hemmnisse und Anreize, in: Claus Köhler, Rüdiger Pohl (Hrsg.), Währungspolitische Probleme im integrierten Europa, Veröffentlichungen des Instituts für Empirische Wirtschaftsforschung, Band 29, Berlin 1992, S. 167–187.
- Neoklassische Arbeitsmarkttheorie und Beschäftigung in Ostdeutschland, in: Manfred Moldaschl und Friedrich Thießen (Hrsg.), Neue Ökonomie der Arbeit, Marburg 2003, S. 367–389.
- Behrens und Kautsky über Kapitalwanderungen, in: Hans-Georg Draheim, Rolf Emmrich, Dieter Janke, Alternative Ökonomie in der Traditionslinie von Fritz Behrens, Leipzig 2005, S. 103–120.
- Alternative Geldpolitik – Irrweg oder Chance?, in: Hans-Georg Draheim, Dieter Janke, Legitimationskrise des Neoliberalismus – Chance für eine neue politische Ökonomie?, Leipzig 2007, S. 71–104.
- Makroökonomische Rahmenbedingungen für unternehmerisches Wachstum in hoch entwickelten Volkswirtschaften, in: Uwe Götze, Rainhart Lang (Hrsg.), Strategisches Management zwischen Globalisierung und Regionalisierung, Wiesbaden 2008, S. 225–254.
- Geldpolitik und solidarische Ökonomie – einige grundsätzliche Bemerkungen, in: Dieter Janke, Hans-Georg Draheim, Neoliberalismus, regulierter Kapitalismus, Sozialismus, Leipzig 2008, S. 44–76.
- Tendenzieller Fall oder Anstieg? Zur Komplexität ökonomischer Erscheinungen am Beispiel der allgemeinen Durchschnittsprofitrate, in: Marx-Engels-Jahrbuch 2009, hrsg. von der Internationalen Marx-Engels-Stiftung Amsterdam, Berlin 2010 S. 47–75.
- Wirtschaftsstudium in der Bundesrepublik und der DDR - Ähnlichkeiten und Unterschiede, in: Günter Krause, Christa Luft, Klaus Steinitz (Hrsg.), Wirtschaftstheorie in zwei Gesellschaftssystemen Deutschlands, Karl Dietz-Verlag, Berlin 2012, S. 120–132.
- Wert und Geld. Zu einigen Fragen der ersten drei Kapitel von „Das Kapital“, Erster Band, in: Dieter Janke, Jürgen Leibiger, Manfred Neuhaus (Hrsg.), Marx' „Kapital“ im 21. Jahrhundert, Beiträge des Kolloquiums am 6. Mai 2017 in Leipzig, Rosa-Luxemburg-Stiftung Sachsen, Leipzig 2017, S. 73–93.
- Merkantilismus, in: Wolfgang Fritz Haug, Frigga Haug, Peter Jehle und Wolfgang Küttler (Hrsg.), Historisch-Kritisches Wörterbuch des Marxismus, Band 9/I, Argument-Verlag, Hamburg 2018, 633–647.
- Wechselwirkungen. Gedanken zur Komplexität ökonomischer Systeme, in: Gischer, Horst, Jochen Hartwig und Bedia Sahin (Hrsg.), Bewegungsgesetze des Kapitalismus. Festschrift für Fritz Helmedag, Marburg 2018, S. 215–229.
- Analyse der Geldpolitik, in: Bilanz 2022, Ausblick 2023, isw-wirtschaftsinfo 62, München, März 2023. S. 64–71.
- Geldpolitik und Zinspolitik, in: Bilanz 2023, Ausblick 2024, isw-wirtschaftsinfo 64, München, März 2024. S. 52–60.